# Alkohol-dehidrogenáz
Az alkohol-dehidrogenázok (ADH; EC 1.1.1.1) dehidrogenázok csoportja, melyek számos élőlényben fordulnak elő, és az alkoholok aldehidekké vagy ketonokká való alakulását katalizálja a nikotinamid-adenin-dinukleotid (NAD+) NADH-vá való redukciójával. Az emberben és sok más állatban mérgező alkoholokat bontanak le, és részt vesznek hasznos aldehidek, ketonok és alkoholok létrehozásában különböző metabolitok bioszintézisével. Az élesztőben, a növényekben és sok baktériumban egyes alkohol-dehidrogenázok a fordított reakciót katalizálják az erjedés részeként, lehetővé téve állandó NAD+-tartalékot.

## Fejlődése
Több élőlény összehasonlításából kiderült, hogy egy ADH-3-hoz hasonló glutationdependens formaldehid-dehidrogenáz lehetett az alkohol-dehidrogenázok közös őse. Eleinte a formaldehid eltávolításának hatékony módja fontos volt, így megmaradt az ősi ADH-3, melyből mutációkkal kialakult a többi ADH.
Az etanol cukorból való előállításának módja (mely az alkoholos italok előállításának alapja) feltehetően eleinte az élesztőben jelent meg. Bár ez energetikailag nem adaptív, de a más szervezeteknek toxikus mennyiségű etanol előállítása révén az élesztő hatékonyan elpusztíthatta versenytársait. Mivel a rothadó termés akár több mint 4% etanolt is tartalmazhat, az azt evő állatoknak ezt át kellett alakítaniuk. Erről korábban feltételezték, hogy az etanolaktív ADH élesztőn kívüli megmaradását magyarázza, azonban az ADH-3-nak fontos szerepe van a nitrogén-monoxid-jeltranszdukcióban.
Az egyik alkohol-dehidrogenáz-peptidért felelős humán ADH1B gén szekvenálása több működő változatot mutat. Egy esetben egynukleotidos polimorfizmus (SNP) található, így az érett polipeptid 47. aminosava His vagy Arg. A His-változat a fenti reakciót hatékonyabban végzi el. Az acetaldehidet acetáttá alakító enzim azonban változatlan, így a szubsztrátkatalízis eltérő mértékű, acetaldehid-növekedést, így sejtkárosodást okozva. Ez védhet a túlzott alkoholfogyasztás és a -függőség ellen. Egyes e mutáció okozta haplotípusok jobban koncentrálódnak Kelet-Kína körüli régiókban, ahol így alacsony az alkoholtolerancia és a -függőség.
Egy alléleloszlás és alkoholizmus közti korrelációt kereső tanulmány szerint a mutáció a rizstermesztés megjelenésével jelent meg 12 000–6000 évvel ezelőtt. A rizstermesztő régiókban a rizst erjesztették is. Eszerint a nagyobb alkohol-hozzáférhetőség alkoholizmushoz, alkohollal való visszaéléshez vezetett, csökkentve a rátermettséget. A módosult allél hordozói kevésbé tolerálják az alkoholt, csökkentve a függés és a visszaélés esélyét. E hipotézis szerint a His-változattal rendelkezők elég érzékenyek voltak az eltérő reproduktív sikerhez, s a megfelelő allélek a következő generációkhoz is továbbmentek. A klasszikus darwini evolúció szerint az Arg-enzimváltozat ellen van a szelekció az ezzel rendelkezők kisebb reproduktív sikere miatt. Ez növeli a His-változat valószínűségét a leginkább szelekciós nyomás alatt lévő régiókban. A His-változat eloszlása és gyakorisága a rizstermesztés elterjedését követi Ázsia belsőbb részeibe: a legtovább rizst termesztő területeken a His-változat gyakoribb. A földrajzi alléleloszlás szerint az alacsonyabb reproduktív sikerű, vagyis az Arg-változatot hordozó emberekkel szemben van szelekció, akik érzékenyebbek voltak az alkoholizmusra. Azonban az Arg-változat máshol való fennmaradása alapján e hatás nem túl erős.

## Felfedezése

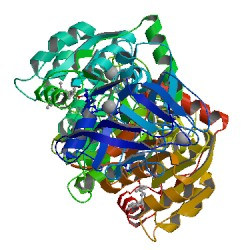
Ló-LADH (májalkohol-dehidrogenáz)

Először alkohol-dehidrogenázt (ADH) E. Negelein és H. J. Wulff izoláltak 1937-ben Saccharomyces cerevisiaeből. A ló-LADH katalitikus mechanizmusának számos részét vizsgálták Hugo Theorell és társai. Az ADH volt az egyik első oligomerenzim, melynek aminosav-szekvenciáját és háromdimenziós szerkezetét meghatározták.
1960-ban felfedezték a Drosophila nem ecetmuslicáiban.

## Tulajdonságok
Az alkohol-dehidrogenázok számos izozimből álló csoport, melyek primer alkoholok aldehiddé, szekunder alkoholok ketonná oxidációját és ezek fordítottját is katalizálják. Ez emlősökben NAD+-igényes reakció.

## Humán hatásmechanizmus

### Lépések
1. NAD+-kötés
2. alkoholszubsztrát kötése Zn2+-koordinációval
3. His-51 deprotonálása
4. nikotinamid-ribóz deprotonálása
5. Thr-48 deprotonálása
6. alkohol deprotonálása
7. hidridtranszfer az alkoxidiontól az NAD+-ig, NADH-t és cinkhez kötött aldehidet/ketont adva
8. aldehid/keton felszabadítása

Élesztőben és baktériumokban e mechanizmus fordítva történik. Kinetikai tanulmányok igazolták e lépéseket.

### Résztvevő alegységek
A szubsztrát a cinkhez koordinálódik, és az enzimben alegységenként 2 cink van. Egy az aktív hely, mely a katalízisben vesz részt. Itt a ligandumok a Cys-46, a Cys-174, a His-67 és egy vízmolekula. A másik alegység a szerkezetben érintett. E mechanizmusban az alkohol hidridje az NAD+-hoz kerül. Kristályszerkezetek alapján a His-51 deprotonálja a nikotinamid-ribózt, ez a Ser-48-at deprotonálja. Végül a Ser-48 deprotonálja az alkoholt, aldehiddé téve. Mechanikailag nézve, amikor a hidrid az NAD+ re oldalához kerül, a hidrogén a pro-R helyre kerül. A hidridet re oldalhoz adó enzimek az A osztályú dehidrogenázok.

## Aktív hely

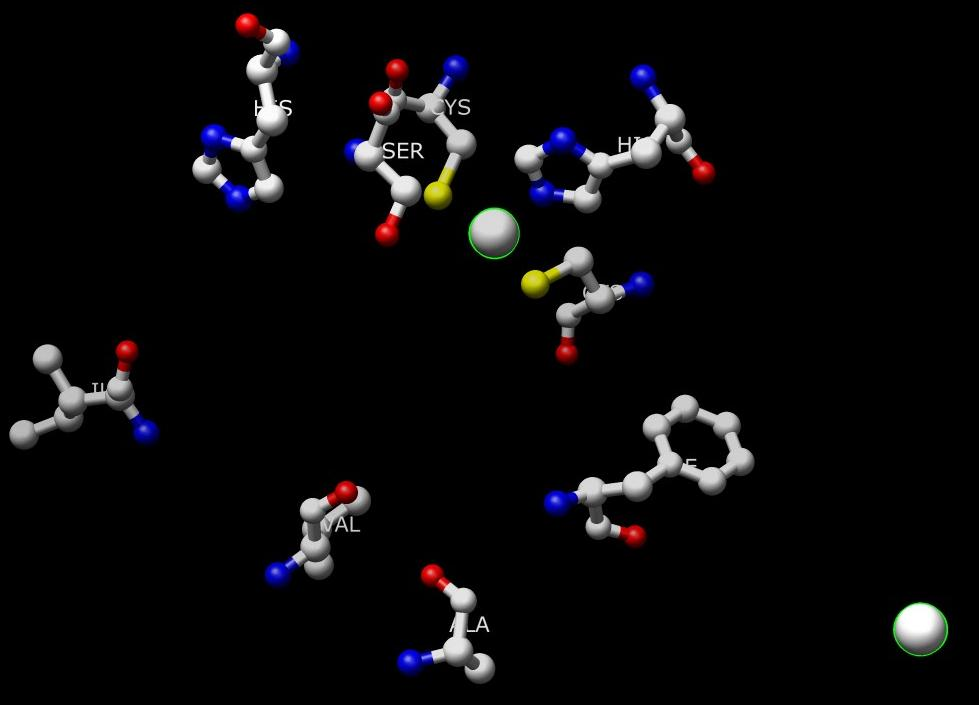
Az alkohol-dehidrogenáz aktív helye

A humán ADH1 aktív helye (PDB: 1HSO) egy cinkből és a His-67, Cys-174, Cys-46, Thr-48, His-51, Ile-269, Val-292, Ala-317 és Phe-319 aminosavakból áll. A gyakran tanulmányozott ló-LADH-ban a Thr-48 helyén Ser, a Leu-319-én Phe van. A cink koordinálja a szubsztrátot (alkoholt), és koordinációs kötéssel kapcsolódik a Cys-46, a Cys-174 és a His-67 aminosavakhoz. A Leu-319, az Ala-317, a His-51, az Ile-269 és a Val-292 stabilizálják a NAD+-t hidrogénkötéssel. A His-51 és az Ile-269 a nikotinamid-ribózon létesítenek hidrogénkötést az alkohollal, a Phe-319, az Ala-317 és a Val-292 az NAD+ amidjával.

## Szerkezeti cink

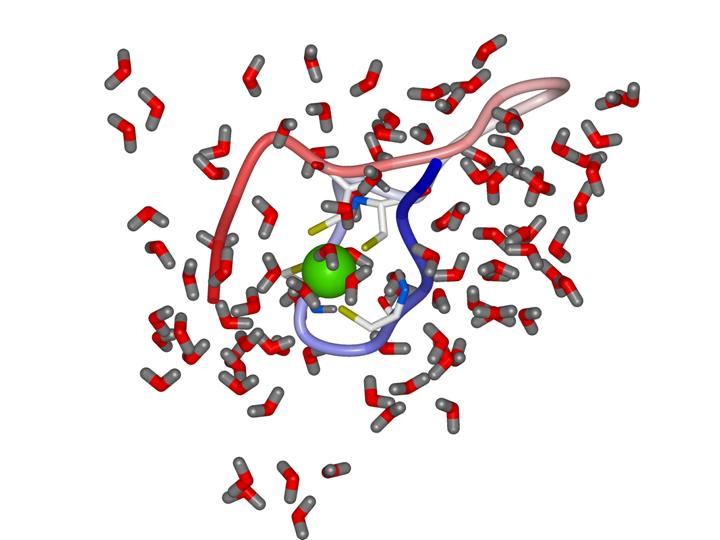
A szerkezeti cinkkötő motívum az alkohol-dehidrogenázban MD-szimuláción

Az emlős-alkohol-dehidrogenázok szerkezeti cinkkel is rendelkeznek. E cink fehérje stabilitásában és szerkezetében fontos. A katalitikus és a szerkezeti cink helyét a ló-LADH-ban (HLADH) – ahogy krisztallográfiai szerkezetekben is szerepel – kvantumkémiai és klasszikus molekuláris dinamikai módszerekkel is vizsgálták. A szerkezeti cinkhely 4 közel lévő ciszteinből (Cys-97, Cys-100, Cys-103 és Cys-111) áll majdnem szimmetrikus tetraéderben a cinkion körül. Egy 2009-es tanulmány szerint a cink–cisztein kölcsönhatást elsősorban elektrosztatikus hatások adják, de szerepe van benne kovalens kölcsönhatásoknak is.

## Típusok

### Humán
A humán ADH több formában létezik dimerként, és legalább 7 gén kódolja. Az 5 alkohol-dehidrogenáz-osztály (I–V) közül az elsősorban használatos, a májban kifejeződő formák az I. osztály részei. Ezek α, β és γ részekből állnak, melyeket az ADH1A, ADH1B és ADH1C kódolnak. Ez nagy mennyiségben van jelen a májban és a gyomorfalban. Az etanol acetaldehiddé (etanal) való oxidációját katalizálja:
{\displaystyle {\ce {CH3CH2OH + NAD+ -> CH3CHO + NADH + H+}}}
Ez lehetővé teszi alkoholos italok fogyasztását, de valószínű evolúciós célja az ételekben lévő vagy baktériumok által termelt alkoholok lebontása az emésztőrendszerben.
A retinol (A-vitamin) reverzibilis oxidációjában a később irreverzibilisen a több száz gén expresszióját szabályozó retinsavvá alakuló retinaldehiddé (más néven retinal) is részt vesz.
| alkohol-dehidrogenáz 1A, α polipeptid |              |
|                                       |              |
| Azonosítók                            |              |
| Jel                                   | ADH1A, ADH1  |
| HGNC                                  | 249          |
| Entrez                                | 124          |
| OMIM                                  | 103700       |
| RefSeq                                | NM_000667    |
| UniProt                               | P07327       |
| Egyéb adatok                          |              |
| EC-szám                               | 1.1.1.1      |
| Lokusz                                | 4. krom. q23 |

| alkohol-dehidrogenáz 1B, β polipeptid |              |
|                                       |              |
| Azonosítók                            |              |
| Jel                                   | ADH1B, ADH2  |
| HGNC                                  | 250          |
| Entrez                                | 125          |
| OMIM                                  | 103720       |
| RefSeq                                | NM_000668    |
| UniProt                               | P00325       |
| Egyéb adatok                          |              |
| EC-szám                               | 1.1.1.1      |
| Lokusz                                | 4. krom. q23 |

| alkohol-dehidrogenáz 1C, γ polipeptid |              |
|                                       |              |
| Azonosítók                            |              |
| Jel                                   | ADH1C, ADH3  |
| HGNC                                  | 251          |
| Entrez                                | 126          |
| OMIM                                  | 103730       |
| RefSeq                                | NM_000669    |
| UniProt                               | P00326       |
| Egyéb adatok                          |              |
| EC-szám                               | 1.1.1.1      |
| Lokusz                                | 4. krom. q23 |

Az alkohol-dehidrogenáz okozza más alkoholok toxicitását: például a metanol formaldehiddé alakításában, mely hangyasavvá válik.
Az alkohol-dehidrogenáz-aktivitás kortól, nemtől és populációtól függ. Például a fiatal nők nem képesek annyira gyorsan feldolgozni az alkoholt, mint a fiatal férfiak, mert nem fejezik ki akkora mértékben az alkohol-dehidrogenázt. Az aktivitási szint nemcsak az expressziós szinttől függhet, hanem a populáció alléldiverzitásától is
A II., III., IV. és V. osztályú alkohol-dehidrogenázokat kódoló gének az ADH4, az ADH5, az ADH7, illetve az ADH6.
| alkohol-dehidrogenáz 4 (II. osztály), π polipeptid |              |
|                                                    |              |
| Azonosítók                                         |              |
| Jel                                                | ADH4         |
| HGNC                                               | 252          |
| Entrez                                             | 127          |
| OMIM                                               | 103740       |
| RefSeq                                             | NM_000670    |
| UniProt                                            | P08319       |
| Egyéb adatok                                       |              |
| EC-szám                                            | 1.1.1.1      |
| Lokusz                                             | 4. krom. q22 |

| alkohol-dehidrogenáz 5 (III. osztály), χ polipeptid |              |
|                                                     |              |
| Azonosítók                                          |              |
| Jel                                                 | ADH5         |
| HGNC                                                | 253          |
| Entrez                                              | 128          |
| OMIM                                                | 103710       |
| RefSeq                                              | NM_000671    |
| UniProt                                             | P11766       |
| Egyéb adatok                                        |              |
| EC-szám                                             | 1.1.1.1      |
| Lokusz                                              | 4. krom. q23 |

| alkohol-dehidrogenáz 6 (V. osztály) |              |
|                                     |              |
| Azonosítók                          |              |
| Jel                                 | ADH6         |
| HGNC                                | 255          |
| Entrez                              | 130          |
| OMIM                                | 103735       |
| RefSeq                              | NM_000672    |
| UniProt                             | P28332       |
| Egyéb adatok                        |              |
| EC-szám                             | 1.1.1.1      |
| Lokusz                              | 4. krom. q23 |

| alkohol-dehidrogenáz 7 (IV. osztály), μ vagy σ polipeptid |                  |
|                                                           |                  |
| Azonosítók                                                |                  |
| Jel                                                       | ADH7             |
| HGNC                                                      | 256              |
| Entrez                                                    | 131              |
| OMIM                                                      | 600086           |
| RefSeq                                                    | NM_000673        |
| UniProt                                                   | P40394           |
| Egyéb adatok                                              |                  |
| EC-szám                                                   | 1.1.1.1          |
| Lokusz                                                    | 4. krom. q23-q24 |

### Élesztő és baktériumok
Szemben az emberrel, az élesztő és a baktériumok (kivéve a tejsavbaktériumokat és adott esetben az Escherichia colit) a glükózt nem laktáttá, hanem etanollá és CO2-dá fermentálják. A teljes reakció:
{\displaystyle {\ce {C6H12O6 + 2 ADP + 2 P_{i}-> 2 C2H5OH + 2 CO2 + 2 ATP + 2 H2O}}}

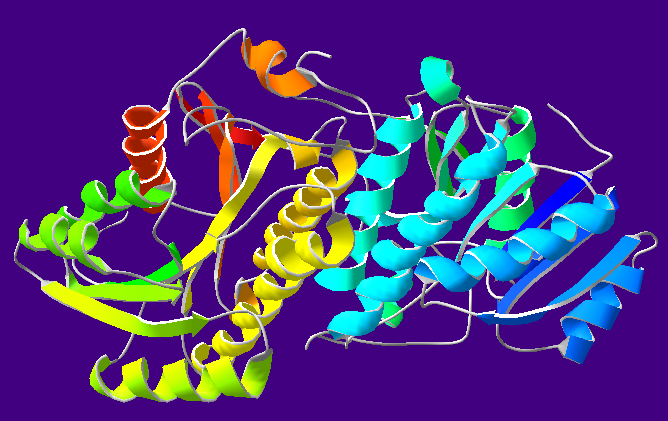
Alkohol-dehidrogenáz

Az élesztőben és számos baktériumban az alkohol-dehidrogenáz fontos a fermentációban: a glikolíziskor keletkező piruvát acetaldehiddé és szén-dioxiddá alakul, majd az acetaldehidet az ADH1 redukálja etanollá. Ekkor újra létrejön az NAD+, így a glikolízis folytatódhat. Ezt használja ki az ember alkoholos italok előállítására, mikor az élesztő fermentál gyümölcsöket vagy gabonát. Az élesztő termeli és fogyaszthatja saját alkoholját.
A fő alkohol-dehidrogenáz az élesztőben nagyobb az emberinél, 4 alegységből áll. Szintén cink van az aktív helyében. Az állatok cinktartalmú alkohol-dehidrogenázaival együtt ezek alkotják a „hosszú láncú” alkohol-dehidrogenázokat.
Az élesztőben jelen van továbbá az ADH2 alkohol-dehidrogenáz, mely az ADH1 gén duplikátumaként fejlődött ki. Ezt az élesztő az etanol acetaldehiddé alakításában használja, és csak alacsony cukorkoncentráció mellett fejeződik ki. E két enzim lehetővé teszi az élesztőnek az alkoholtermelést cukorbőségben (mely a versenytársakat elöli), majd ezeket oxidálja, ha a cukor és a verseny megszűnt.

### Növényekben
A növényi ADH az élesztőével és a baktériumokéval azonos reakciót katalizál, lehetővé téve az állandó NAD+-mennyiséget. A kukoricában 2 ADH-változat van, az ADH1 és az ADH2, az Arabidopsis thaliana csak 1-gyel rendelkezik. Ez utóbbi 47%-ban hasonlít a lómáj-ADH-hoz. Szerkezetileg és funkcióban fontos részek, például a katalitikus és a nem katalitikus cink ligandumait alkotó 7 aminosav viszont megmaradtak, így feltehetően hasonló az enzimek szerkezete. Az ADH kis mennyiségben kifejeződik agar-agaron nőtt fiatal növények gyökerein. Ha a gyökerek nem kapnak oxigént, az ADH-expresszió jelentősen nő. Szintén nő az expresszió dehidratáció, alacsony hőmérséklet és abszcizinsav jelenlétében, és fontos a termésérésben, a mag- és virágporfejlődésben. Az eltérő fajok ADH-inak eltérése használható eltérő növényfajok kapcsolatainak vizsgálatára. Ideális gén kis mérete (2-3 kb hosszú, mintegy 1000 nukleotidos kódoló szakasszal) és alacsony másolatszáma miatt.

### Vastartalmú
Egy harmadik, az előző kettőhöz nem kapcsolódó alkohol-dehidrogenáz-család a vastartalmúaké. Ezek baktériumokban, archeákban és gombákban fordul elő. Ezen enzimek a fentiekhez képest oxigénérzékenyebbek.
Vastartalmú alkohol-dehidrogenázok például:
- Saccharomyces cerevisiae alkohol-dehidrogenáz 4 (ADH4 gén)[40]
- Zymomonas mobilis alkohol-dehidrogenáz 2 (adhB gén)[41]
- Escherichia coli propándiol-oxidoreduktáz EC 1.1.1.77 (fucO gén),[42] mely a fukóz anyagcseréjében vesz részt, és vas(II)-ionokat is tartalmazhat.
- Clostridium acetobutylicum NADPH- és NADH-dependens butanol-dehidrogenáz EC 1.1.1.-, adh1, bdhA és bdhB gének),[43] melyek butanolt és etanolt használnak szubsztrátként
- E. coli adhE,[44] 3 különböző funkciót betöltő vasdependens enzim: alkohol-dehidrogenáz, acetaldehid-dehidrogenáz EC 1.2.1.10 és piruvát-formiát-liáz-deaktiváz.
- Bakteriális glicerin-dehidrogenáz EC 1.1.1.6 (gldA vagy dhaD gén).[45]
- Clostridium kluyveri NAD-dependens 4-hidroxibutirát-dehidrogenáz (4hbd) EC 1.1.1.61
- Citrobacter freundii és Klebsiella pneumoniae 1,3-propándiol-dehidrogenáz EC 1.1.1.202 (gene dhaT)
- Bacillus methanolicus NAD-dependens metanol-dehidrogenáz EC 1.1.1.244[46]
- E. coli és Salmonella typhimurium eutG etanolamin-használó fehérje.
- E. coli yiaY feltételezett fehérje.

### További típusok
Tobánni alkohol-dehidrogenázok a kinoenzimek, melyek akceptora kinoid kofaktor (például pirrolokinolin-kinon, PQQ). Például a metilotróf baktériumok metanol-dehidrogenáza ilyen enzim.

## Alkalmazásai
A biotranszformációban az alkohol-dehidrogenázok gyakoriak királis alkoholok enantiomertiszta sztereoizomerjeinek előállításához. Gyakran elérhető nagy kemo- és enantioszelektivitás. Példa erre a Lactobacillus brevis alkohol-dehidrogenáza (LbADH), mely gyakran használt enzim. A nagy kemospecificitás 2 potenciális redoxihelyet tartalmazó vegyületekkel támasztható alá. Például a fahéjaldehid rendelkezik alifás kettős kötéssel és aldehiddel. Számos hagyományos katalizátorral ellentétben az alkohol-dehidrogenázok csak utóbbira hatnak, csak fahéjalkoholt adva.
Az üzemanyagcellákban az alkohol-dehidrogenázok használhatók az üzemanyag bontásához etanolcella esetén. A Saint Louis-i Egyetem kutatói széntámogatott alkohol-dehidrogenázt használtak poli(metilénzöld) anóddal, nafionmembránnal, a fajlagos áramerősség mintegy 50 μA/cm2 volt.
1949-ben Efraim Racker az alkohol-dehidrogenáz-aktivitás egységét ama mennyiségként definiálta, mely percenként 0,001 törésmutató-változást okoz az assay szabványos körülményei közt. Később azonban az enzimatikus egység (EU) alkalmazása vált gyakoribbá: egy egység alkohol-dehidrogenáz 1 μmol etanolt alakít acetaldehiddé percenként 8,8 pH-n, 25 °C-on.

## Klinikai jelentősége

### Alkoholizmus
Számos tanulmány szerint az etanolmetabolizmust befolyásoló ADH-változások az alkoholfüggőség kockázatát befolyásolhatják. A legerősebb hatást az ADH1B változásai váltják ki, melyek növelik az etanol acetaldehiddé alakulásának sebességét. Egy változat a kelet-ázsiai és a közel-keleti népességekben gyakori, egy másik az afrikaiakban. Mindkét változat csökkenti az alkoholizmus kockázatát, de ennek ellenére is előfordulhat alkoholizmus. További néhány gén is kapcsolatban állhat vele, és sokkal több ismeretlen még. Még folyik a gének azonosítása és az alkoholizmusra gyakorolt hatásuk vizsgálata.

### Függőség
A függőség is kapcsolatban lehet az ADH-val, mely kapcsolatban állhat az alkoholizmussal. Egy tanulmány szerint a függőséggel 7 ADH-gén állhat kapcsolatban, de további kutatások szükségesek. Az alkohol- és más függőségek rendelkezhetnek közös kockázati tényezővel, de mivel az alkoholfüggőség gyakran más függőséggel együtt jár, az ADH és más függőségek kapcsolata nem feltétlenül ok-okozati.

### Mérgezés
A fomepizol, az alkohol-dehidrogenáz kompetitív gátlója használható akut metanol- vagy etilénglikol-mérgezéshez. Ez megakadályozza a metanol vagy az etilénglikol mérgező metabolitokká (például hangyasavvá, formaldehiddé vagy glikoláttá) alakulását. Hasonló eredmény érhető el etanollal, szintén az ADH kompetitív gátlása miatt.

### Gyógyszer-metabolizmus
A hidroxizint az alkohol-dehidrogenáz az aktív cetirizinné bontja le. Más alkoholcsoportot tartalmazó gyógyszerek hasonlóan bonthatók le, ha nincs sztérikusan gátolva az aktív helyhez való kötés.

## Fordítás
Ez a szócikk részben vagy egészben  az   Alcohol dehydrogenase című angol Wikipédia-szócikk ezen változatának fordításán alapul.  Az eredeti cikk szerkesztőit annak laptörténete sorolja fel. Ez a jelzés csupán a megfogalmazás eredetét és a szerzői jogokat jelzi, nem szolgál a cikkben szereplő információk forrásmegjelöléseként.